# Любословие (Шумен)
Вижте пояснителната страница за други значения на Любословие.
„Любословие“ е годишно преиодично научно списание на Факултета по хуманитарни науки към Шуменския университет, издавано от университетско издателство „Епископ Константин Преславски“. Основано е през 1996 г., по идея на доц. д-р Николай Димков, който става негов пръв главен редактор. В началото списанието повтаря не само името на Константин Фотиновия прототип – списание „Любословие“, но и неговата корица.
Излиза веднъж в годината и публикува статии от научните области на филологията, историята и археологията, богословието, теорията на средствата за масова информация от преподаватели от Шуменския университет, учени от България и други страни на света.

## Редактори
Редакционна колегия
- доц. д-р Светлана Неделчева (главен редактор)
- доц. д-р Стефан Минков
- доц. д-р Снежана Великова
- гл. ас. д-р Бисерка Стоименова

Международен редакционен съвет
- проф. д.ф.н. Хана Гладкова (Чехия)
- проф. д.ф.н. Гражина Шват-Гълъбова (Полша)
- проф. д-р Лиляна Сарич (Норвегия)
- проф. д.ф.н. Берин Аксой (Турция)
- доц. д-р Олена Чмир (Украйна)